# Kompleks Zagroń Istebna
Kompleks Zagroń Istebna – ośrodek narciarski położony w Istebnej w Beskidzie Śląskim nad rzeką Olzą, na północnym zboczu Zagronia (ok. 684 m n.p.m), niewybitnego wzniesienia ok. 500 m na zachód od Złotego Gronia, na którego północnym stoku istnieje również mniejszy ośrodek narciarski.

## Wyciągi i trasy
Na terenie ośrodka znajdują się:
Wyciągi:
- 4-osobowy wyciąg krzesełkowy o długości 840 m, przewyższeniu 147 m i przepustowości 2 400 osób na godzinę (czas wjazdu 7 minut, liczba kanap – 113)
- wyciąg talerzykowy o długości 270 m, przewyższeniu 40 m i przepustowości 650 osób na godzinę (czas wjazdu 3 minuty, liczba talerzyków – 43)
- wyciąg taśmowy o długości 110 m, przewyższeniu 30 m i przepustowości 300 dzieci na godzinę, czas wjazdu – 2 minuty.

Trasy narciarskie:
- 1 i 2 – niebieskie trasy zjazdowe po wschodniej stronie wyciągu krzesełkowego, o długości ok. 900 m i o średnim nachyleniu 16%. Trasy są oświetlone, ratrakowane i dośnieżane
- 4 i 5 – trasy o zmiennym stopniu trudności (czerwono-niebieskie) po zachodniej stronie wyciągu, o długości ok. 900 m i średnim nachyleniu 16%. Trasy w górnej części nie są oświetlone. W górnej części stoku, między trasami 4 i 5 znajduje się snowpark
- 3 – zielona trasa dla początkujących wzdłuż wyciągu talerzykowego.

## Operator
Operatorem i właścicielem stacji jest firma Linter Tour S.A. z siedzibą w Istebnej. Prezesem zarządu jest Leszek Łazarczyk. Kierownikiem ośrodka jest Janusz Waszut. Spółka powstała z przekształcenia (w listopadzie 2011 roku) spółki z o.o. o tej samej nazwie (zarejestrowanej w KRS w sierpniu 2008 roku) i jest częścią holdingu Linter Group.
Inna spółka holdingu Linter Group, CTE Spółka z o.o. jest od sierpnia 2012 roku właścicielem Ośrodka Narciarskiego Pilsko w Korbielowie.

## Pozostała infrastruktura
Na terenie ośrodka do dyspozycji narciarzy i snowboardzistów są:
- szkoła narciarsko-snowboardowa oraz wypożyczalnie sprzętu sportowego
- parking
- punkty gastronomiczne: restauracja „Zagroń” na ok. 200 osób (z pensjonatem), wiata i chata góralska.

Na terenie ośrodka znajdują się ponadto:
- Centrum Zdrowia i Energii „Meridian” (spa)
- Park Wodny „Olza” (z krętą zjeżdżalnią, 2 jacuzzi, 2 gejzerami na środku basenu, rwącą rzeką, wodospadami płaszczowymi, saunami: suchą i parową,  grotą solno-skalną, ścianką wspinaczkową, itp.).

Stacja nie jest członkiem Stowarzyszenia Polskie stacje narciarskie i turystyczne.

## Historia
Przed 2009 rokiem funkcjonował tu 2-osobowy wyciąg orczykowy „Marek”. W 2009 roku oddano do użytku obecny wyciąg krzesełkowy. W 2011 roku uruchomiono Centrum Meridian.
W sezonie 2010/2011, jak i w sezonie 2011/2012 (dwukrotnie, 22 i 29 stycznia) na trasach Zagronia szusował prezydent Bronisław Komorowski.

## Inne ośrodki narciarskie w Istebnej
W okolicy Istebnej znajdują się również:
- Ośrodek Narciarski Złoty Groń w Istebnej
- Kubalonka – wyciąg talerzykowy, długość 106 m, parking
- Chichot – 500 m na wschód od Złotego Gronia, wyciąg orczykowy o długości 520 m i różnicy poziomów 115 m.